# Gröbneralm
Die Gröbneralm (auch Gröbner Alm und Gröbner-Hochalm) ist eine Alm in der Gemeinde Dorfgastein im österreichischen Bundesland Salzburg.

## Lage und Charakteristik
Die Gröbneralm liegt an den östlichen Berghängen des Jedlkopfs in der Goldberggruppe. Sie befindet sich in der Ortschaft Luggau und in der Katastralgemeinde Dorfgastein. Sie ist wie die Gröbner-Heimalm dem Obergröbnergut in Luggau zugehörig.
Eine Almhütte steht auf einer Höhe von 1637 m ü. A. Das Gelände fällt Richtung Osten in das Tal des Luggauer Bachs ab. Westlich und südöstlich der Gröbneralm erstrecken sich Gamswild-Ruhezonen, die von 1. Dezember bis 31. Mai nicht betreten werden dürfen. Die Alm ist Teil des Eigenjagdgebiets Luggauergraben. Bei der Almhütte erstreckt sich ein kleines Kleinseggenried. Im Norden wird das Areal von einem Grünerlen-Buschwald begrenzt.
Über die Gröbneralm verläuft der Weitwanderweg Salzburger Almenweg. Sie ist mit der Walchalm über einen Güterweg verbunden.

## Geschichte
Im von 1823 bis 1830 erstellten Franziszeischen Kataster ist im Bereich der heutigen Almhütte ein unbenanntes Gebäude verzeichnet. Die Almhütte wurde im Jahr 1849 neu errichtet.